# سد راکویو
سد راکویو (به لاتین: Rockview Dam) یک سد در آفریقای جنوبی است که در کیپ غربی واقع شده‌است.